# Wykłady Pisma Świętego

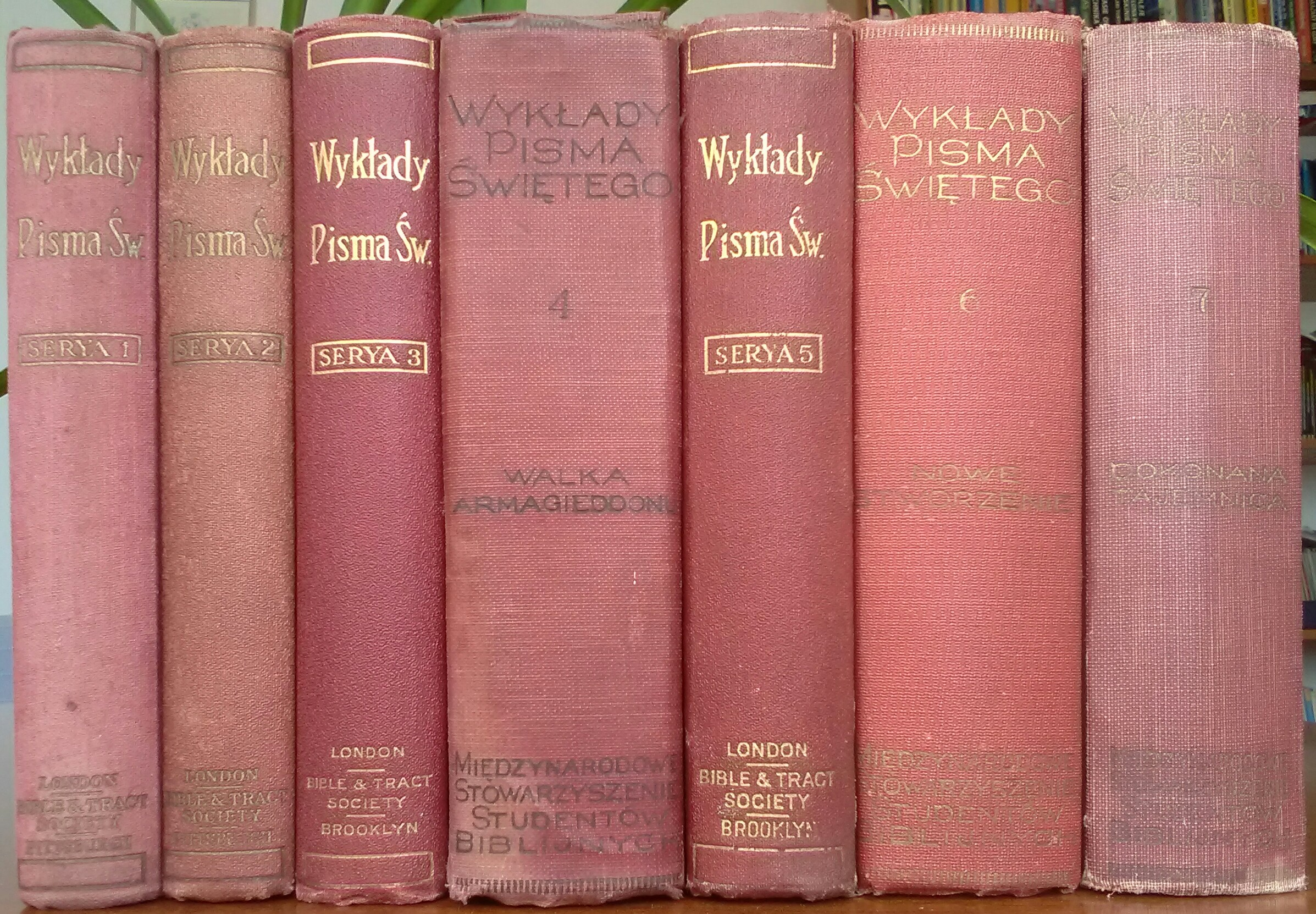
Wykłady Pisma Świętego w języku polskim
(wyd. Strażnica – Tow. Biblijne i Broszur)

Wykłady Pisma Świętego (org. tytuł ang. Studies in the Scriptures) – sześciotomowy cykl książek autorstwa C.T. Russella, wydany w latach 1886–1904 przez Towarzystwo Strażnica, będący podręcznikiem służącym jako pomoc w studiowaniu Biblii. Była to jedna z pierwszych publikacji Badaczy Pisma Świętego tego typu. Do roku 1904 seria ta nosiła tytuł „Brzask Tysiąclecia” (ang. Millennial Dawn).
Charles T. Russell zamierzał napisać jeszcze siódmy tom serii, który miał objaśniać księgi Ezechiela i Objawienia. Uważał, że napisze go gdy znajdzie do niego „klucz”. Równocześnie twierdził, że „Jeśli Pan da klucz komu innemu, to niech on go napisze”. Po śmierci C.T. Russella, która nastąpiła w październiku 1916 roku Towarzystwo Strażnica kontynuowało wydawanie serii „Wykładów”. 17 lipca 1917 roku jako siódmy tom serii wydano książkę Dokonana tajemnica (ang. The Finished Mystery) opartą częściowo na wypowiedziach C.T Russella pod redakcją Claytona J. Woodwortha i George’a H. Fishera.

## Opis tomów

### Tom I
Boski plan wieków (ang. The Divine Plan of the Ages) – 448-stronicowa publikacja wydana przez Towarzystwo Strażnica w lipcu 1886 roku. Początkowo nosiła tytuł Plan wieków, zmieniony później na Boski plan wieków. W tekście reklamowym książki znajdujemy następujące informacje o tej publikacji: „Wiesz że Bóg ma plan? Dlaczego Bóg dozwolił na zło i czy będzie ono wiecznie panować? Kiedy i jak Bóg ustanowi swoje Królestwo? Będzie ono w niebie czy na ziemi? Dowiesz się jak Bóg przez Wieki realizuje swój Plan Zbawienia i na jakim obecnie jest etapie?”.
Cechą szczególną tej książki jest m.in. wykres, który w formie graficznej przedstawia historię od stworzenia świata do przyszłości, kiedy na ziemi będzie panować Królestwo Boże, opublikowany wcześniej w czasopiśmie „Strażnica Syjońska” w 1881 roku, w numerach z lipca i sierpnia. Wykres ten łączył historię ludzkości z Wielką Piramidą w Egipcie, która miała być „słupem”, wspomnianym w Piśmie Świętym w Księdze Izajasza 19:19, 20. Dokładny opis wykresu znajduje się we wkładzie XII tej książki.
Boski plan wieków był rozpowszechniany przez kolporterów Towarzystwa Strażnica razem z pozostałymi tomami serii „Wykładów”. Do roku 1919 nakład osiągnął 5 245 000 egzemplarzy. Książka była też wykorzystywana na zebraniach Badaczy Pisma Świętego.
Towarzystwo Strażnica w późniejszych latach wznawiało Boski plan wieków razem z innymi tomami serii Brzasku Tysiąclecia. W 1886 i 1887 roku książka została opublikowana w kolejnych numerach „Strażnicy Syjońskiej” od 1 listopada do 1 stycznia; w 1904 roku wydano razem z pozostałymi tomami; w 1907 roku z dodatkiem Analiza zarzutów przeciwko nadziejom milenijnym (ang. A Criticism of Millennial Hopes Exsamined); w roku 1908 dodano broszurę Cienie przybytku; w roku 1913 dodano rozdział o piramidzie; w 1915 roku dodano tzw. pytania beriańskie; w roku 1917 dodano przedmowę autora; w 1923 roku wydano trzy wersje wydawnicze: format kieszonkowy z biografią C.T. Russella, format kieszonkowy bez pytań beriańskich oraz format kieszonkowy z dodatkowymi materiałami. Do 1897 roku udostępniono prawie milion egzemplarzy Brzasku Tysiąclecia.
W 1926 roku wydano pierwszą książkę pt. Wyzwolenie (ang. Deliverance!), która miała zastąpić Wykłady Pisma Świętego wśród Badaczy związanych z Towarzystwem Strażnica. Boski plan wieków wznawiały później jeszcze inne grupy religijne związane z ruchem badackim (np.: w roku 1955 Stowarzyszenie Badaczy Pisma Świętego, w roku 1986 Świecki Ruch Misyjny „Epifania”). Boski plan wieków na język polski został przetłumaczony przez Hipolita Oleszyńskiego w 1909 roku.
Spis treści
- Wykład I – Noc grzechu zakończy się porankiem radości.
- Wykład II – Istnienie inteligentnego Stwórcy udowodniono.
- Wykład III – Biblia, jako Boskie objawienie, rozpatrywana rozumowo.
- Wykład IV – Określenie epok i dyspensacji w rozwijaniu się Boskiego planu.
- Wykład V – „Tajemnica, która była zakrytą od wieków i rodzajów, ale teraz objawiona jest świętym.” – Kol. 1:26.
- Wykład VI – Wtóre przyjście naszego Pana. Cel Jego przyjścia, naprawienie wszystkich rzeczy.
- Wykład VII – Dopuszczenie złego i jego stosunek do Boskiego planu.
- Wykład VIII – Sądny Dzień.
- Wykład IX – Okup i restytucja.
- Wykład X – Oddzielenie i odróżnienie natury ludzkiej od duchowej.
- Wykład XI – Trzy drogi – Szeroka droga, wąska droga, i świętych droga.
- Wykład XII – Objaśnienie rysunku przedstawiającego plan wieków.
- Wykład XIII – Królestwa tego świata.
- Wykład XIV – Królestwo Boże.
- Wykład XV – Dzień Jehowy.
- Zakończenie. Nasze obowiązki wobec prawdy. – Jej cena, jej wartość, jej korzyść.

### Tom II
Nadszedł czas (ang. The Time is at Hand) – 422-stronicowa publikacja wydana przez Towarzystwo Strażnica w 1889. W tekście reklamowym książki znajdujemy następujące informacje o tej publikacji: „Biblijna egzaminacja chronologii i historii świata. Celem tej książki jest porównanie świadectw biblijnych i wykazanie ich znaczenia. Zostają przedstawione proroctwa czasowe przy pierwszym przyjściu Chrystusa oraz dotyczące wtórego adwentu i końca czasu pogan. Obszernie został także omówiony temat sposobu wtórego przyjścia naszego Pana. Objawiony zostaje także Człowiek Grzechu”.
Towarzystwo Strażnica w późniejszych latach wznawiało książkę Nadszedł czas razem z innymi tomami serii Brzasku Tysiąclecia. W 1889 wydano książkę w kolejnych wydaniach czasopisma „Strażnica Syjońska” od 1 kwietnia do 1 maja; w 1904 wydano razem z innymi tomami Wykładów Pisma Świętego; w 1915 dodano pytania beriańskie; w 1917 dodano przedmowę autora; w 1923 wydano edycję bez pytań beriańskich oraz edycję w formacie kieszonkowym z dodatkowymi materiałami.
Spis treści
- Wykład I – Czasy i chwile od Boga naznaczone.
- Wykład II – Chronologia Biblijna.
- Wykład III – Wypełnienie się proroctwa czasu przy pierwszym przyjściu Chrystusa.
- Wykład IV – Czas pogan.
- Wykład V – Sposób wtórego przyjścia naszego Pana.
- Wykład VI – Wielki jubileusz Ziemi.
- Wykład VII – Równoległe dyspensacje.
- Wykład VIII – Przyjście Eliasza.
- Wykład IX – Człowiek grzechu – Antychryst.
- Wykład X – Nadszedł czas.

### Tom III
Przyjdź Królestwo Twoje (ang. Thy Kingdom Come) – 380-stronicowa publikacja wydana przez Towarzystwo Strażnica w 1891. W tekście reklamowym książki znajdujemy następujące informacje o tej publikacji: „Książka wskazuje na świadectwo prorocze i chronologię biblijną odnośnie ustanowienia Królestwa Chrystusowego na ziemi. Obszernie omawia prorokowane stosunki społeczne i kryzys mający nastąpić przed ustanowieniem Królestwa. Szczególne miejsce zajmuje omówienie proroctw Daniela. Książka ta napisana w 1890 roku zapowiada na podstawie proroctw czasowych Biblii, przywrócenie Izraela do łaski Bożej i powrót do Palestyny. Osobną część zajmuje omówienie wielkiej piramidy w Egipcie w kontekście Boskiego Planu wieków”. Recenzentem rozdziału X dotyczącego Wielkiej Piramidy był astronom i badacz Wielkiej Piramidy Charles Piazzi Smyth. Wniósł on trzy drobne poprawki, wszystkie zostały uwzględnione.
Towarzystwo Strażnica w późniejszych latach wznawiało książkę Przyjdź Królestwo Twoje razem z innymi tomami serii Brzasku Tysiąclecia. W 1891 wydano książkę jako numer specjalny czasopisma „Strażnica Syjońska” z dnia 1 czerwca; w 1904 wydano razem z innymi tomami Wykładów Pisma Świętego; w 1915 dodano pytania beriańskie; w 1917 dodano przedmowę autora; w roku 1923 wydano edycję bez pytań beriańskich oraz edycję w formacie kieszonkowym z dodatkowymi materiałami.
Spis treści
- Wykład I – „Przyjdź Królestwo Twoje”.
- Wykład II – „Nadszedł czas” czyli „Dzień przygotowania”.
- Wykład III – Dni wyczekiwania Królestwa.
- Wykład IV – Oczyszczenie Świątnicy.
- Wykład V – Czas żniwa.
- Wykład VI – Dzieło żniwa.
- Wykład VII – Wybawienie i wywyższenie Kościoła.
- Wykład VIII – Przywrócenie Izraela.
- Wykład IX – Bóg twój króluje!.
- Wykład X – Świadectwo kamienia Bożego jako świadka i proroka, którym jest wielka piramida w Egipcie.

### Tom IV
Walka Armagieddonu – publikacja wydana przez Towarzystwo Strażnica w 1897, napisana przez C.T. Russella. Początkowo nosiła tytuł: Dzień Pomsty (ang. The Day of Vengeance), w 1912 zmieniono jej tytuł na: Walka Armagieddonu (ang. The Battle of Armageddon) i dodano nową przedmowę. Książka Walka Armagieddonu była czwartym tomem serii. W tekście reklamowym książki znajdujemy następujące informacje o tej publikacji: „Książka opisuje końcową epokę wieku Ewangelii. Jest to okres, który przynosi światu liczne błogosławieństwa, które stają się powodem starć, niezadowolenia, kłopotów i przyspieszają walkę pomiędzy Kapitałem a klasą robotniczą”.
Towarzystwo Strażnica wydawało jeszcze kolejne edycje Walki Armagieddonu razem z pozostałymi tomami serii Wykładów Pisma Świętego w latach: w 1912 z pytaniami beriańskimi: Beriańskie rozważania (pytania) do książki „Dzień pomsty (Walka Armagieddonu)” (po polsku brak):, w 1917 z dodaną przedmową autora, w 1923 wydanie bez pytań beriańskich, oraz wdanie w formacie kieszonkowym z dodatkowymi materiałami. W latach późniejszych ukazywały się kolejne wznowienia wydawane przez inne grupy religijne związane z ruchem badackim (np. w 1997 wydane przez Wolnych Badaczy Pisma Świętego).
Spis treści
- Wykład I – „Dzień Pomsty”.
- Wykład II – „Brzemię Babilonu” – „Chrześcijaństwa” mene, mene, thekel, upharsin.
- Wykład III – Konieczność i sprawiedliwość Dnia Pomsty.
- Wykład IV – Babilon pozwany przed Wielki Sąd.
- Wykład V – Babilon przed Wielkim Sądem, jego zamieszanie-narodowe.
- Wykład VI – Babilon przed Wielkim Sądem, jego zamieszanie-kościelne.
- Wykład VII – Zgromadzenie Narodów i przygotowanie żywiołów dla wielkiego ognia zapalczywości Pańskiej.
- Wykład VIII – Wołania żeńców.
- Wykład IX – Nieuchronność konfliktu, świadectwo mądrych tego świata.
- Wykład X – Proponowane środki zaradcze – społeczne i finansowe.
- Wykład XI – Walka Armagieddonu.
- Wykład XII – Wielkie proroctwo naszego Pana: Mat.24; Mar.13; Łuk.21:5-36; 17:20-37.
- Wykład XIII – Ustanowienie Królestwa i sposób jego objawienia się.
- Wykład XIV – Uwielbienie podnóżka Jehowy.

### Tom V
Pojednanie pomiędzy Bogiem a człowiekiem (ang. The At-one-ment Between God and Men) – 507 stronicowa książka wydana przez Towarzystwo Strażnica w 1899 jako tom piąty. Inny tytuł to Pojednanie człowieka z Bogiem. W tekście reklamowym książki znajdujemy następujące informacje o tej publikacji: „Tematem tego tomu jest cena Okupu. Z tej właśnie doktryny, wszystkie inne pochodzą w związku naszego zbawienia. Zrozumienie ceny Okupu daje chrześcijaninowi możliwość rozróżniania Prawdy od błędu. Tak więc, dogmat o Trójcy nie jest prawdziwym. Tom ten przedstawia nam Autora Pojednania – Boga. Następnie poznajemy Pośrednika, Jezusa Chrystusa. Środek Pojednania to działanie Ducha Świętego. Dodatkowo przedstawione są tematy: czym jest człowiek – ciało, duch i dusza, czym są?”.
Pojednanie pomiędzy Bogiem a człowiekiem zostało wznawiane przez Towarzystwo Strażnica w następujących latach: w 1899 jako kolejne numery czasopisma „Strażnicy Syjońskiej” od 1 września do 15 października; w 1904 wydano Pojednanie razem z pozostałymi tomami Wykładów.
Spis treści
- Wykład I – Fakt i filozofia pojednania.
- Wykład II – Autor pojednania.
- Wykład III – Pośrednik pojednania. Jednorodzony syn.
- Wykład IV – Pośrednik pojednania. Niepokalany.
- Wykład V – Pośrednik pojednania. Podobny braciom i „który może cierpieć z nami krewkości nasze”.
- Wykład VI – Pośrednik pojednania. Synem i Panem Dawida.
- Wykład VII – Pośrednik pojednania. „Syn Człowieczy”.
- Wykład VIII – Pośrednik pojednania. Święty duch boży.
- Wykład IX – Chrzest, świadek i pieczęć i ducha pojednania.
- Wykład X – Duch zdrowego umysłu.
- Wykład XI – Następujące przedmioty podane do rozwagi. Duch święty pojednania.

### Tom VI

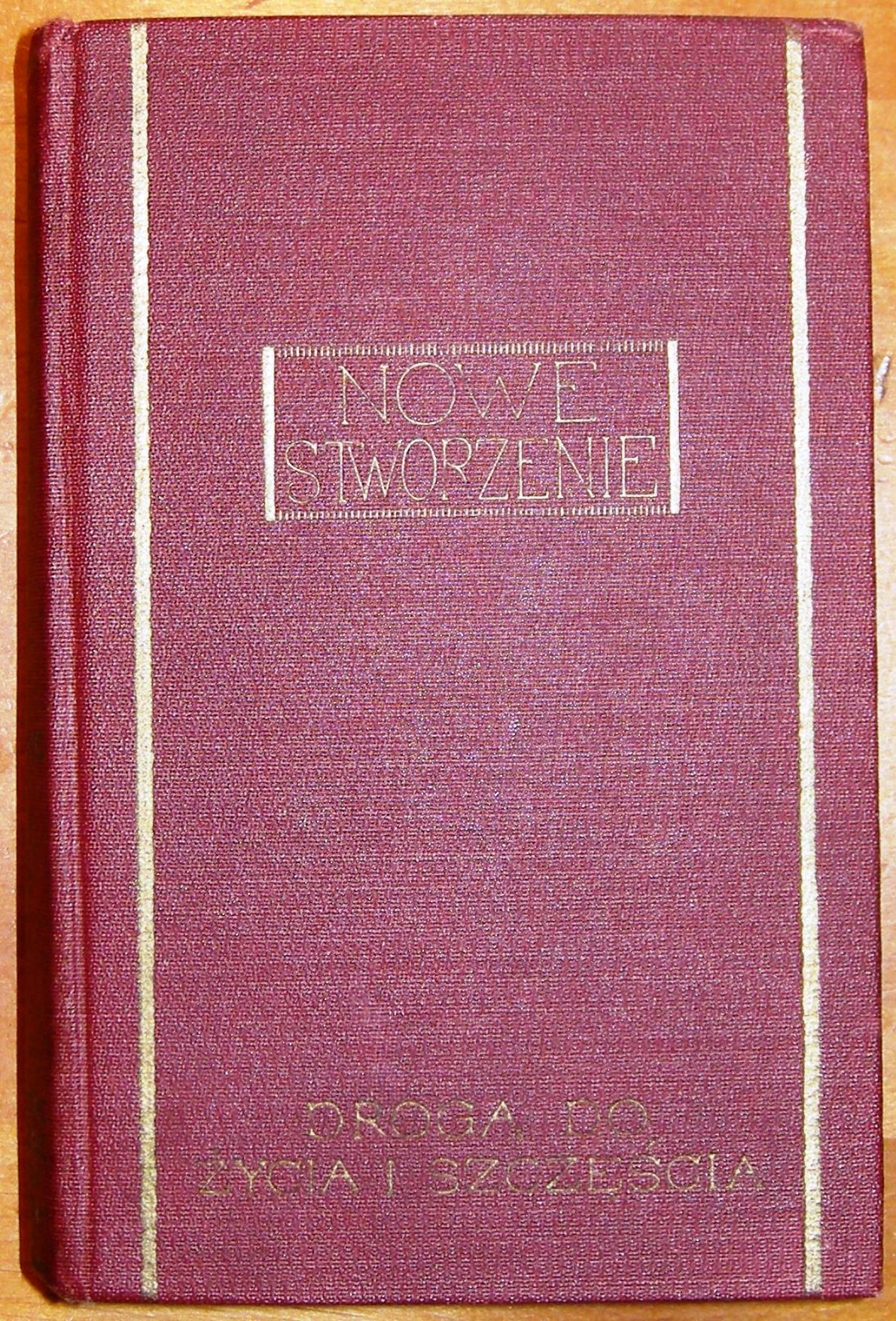
Nowe stworzenie

Nowe stworzenie (ang. The New Creation). W tekście reklamowym książki znajdujemy następujące informacje o tej publikacji: „Książka podaje reguły i prawa biblijne porządku Kościoła i domu chrześcijańskiego. Przedstawia organizację Kościoła, z wyszczególnieniem roli sług. Omawia zakres niewiast w Kościele. Przybliża temat Wielkanocy. Odpowiada na pytanie: czy chrzest powinien dotyczyć niemowląt, czy dorosłych? Udziela licznych rad dla chrześcijańskich małżonków i rodziców. Dodatkowo obszernie ostrzega o niebezpieczeństwach czyhających na drodze chrześcijanina”.
Spis treści
- Wykład I – „Na początku”.
- Wykład II – Nowe stworzenie.
- Wykład III – Powołanie nowego stworzenia.
- Wykład IV – Nowe stworzenie z góry przeznaczone.
- Wykład V – Organizacja nowego stworzenia.
- Wykład VI – Porządek i karność nowego stworzenia.
- Wykład VII – Prawo nowego stworzenia.
- Wykład VIII – Odpoczynek, czyli sabat nowego stworzenia.
- Wykład IX – Sąd nowego stworzenia.
- Wykład X – Chrzest nowego stworzenia.
- Wykład XI – Wielkanoc nowego stworzenia.
- Wykład XII – Mężowskie i inne przywileje i zobowiązania nowego stworzenia.
- Wykład XIII – Rodzicielskie zobowiązania nowego stworzenia.
- Wykład XIV – Rozmaite ziemskie zobowiązania nowego stworzenia.
- Wykład XV – Nieprzyjaciele nowego stworzenia i ich zasadzki.
- Wykład XVI – Obecne dziedzictwo nowego stworzenia.
- Wykład XVII – Dziedzictwo zmartwychwstania nowego stworzenia.

## Brzaskomobil

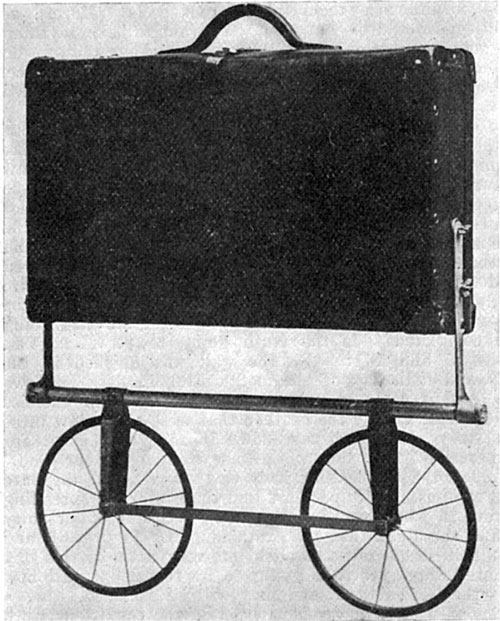
Brzaskomobil, „Strażnica Syjońska” z 15 czerwca 1908

W 1908 roku na zgromadzeniu Badaczy Pisma Świętego w Cincinnati zaprezentowano brzaskomobil (ang. „Dawn-Mobile”). Była to składana dwukołowa rama zaprojektowana przez Jamesa H. Cole’a, do której przytwierdzono walizkę wypełnioną „Wykładami Pisma Świętego”. Stanowił on pomoc w czasie kolportażu książek.